# فضولی محمدوف (بازیکن فوتبال)
فضولی محمدوف (انگلیسی: Fizuli Mammedov؛ زادهٔ ۸ سپتامبر ۱۹۷۷) بازیکن فوتبال اهل جمهوری آذربایجان است.
از باشگاه‌هایی که در آن بازی کرده‌است می‌توان به باشگاه فوتبال اسپارتاک ایوانو-فرانکیفسک، باشگاه فوتبال نفتچی باکو، باشگاه فوتبال خزر لنکران، باشگاه فوتبال آزال باکو، باشگاه فوتبال ماشین‌سازی تبریز، و باشگاه فوتبال سیمرغ زاقاتالا اشاره کرد.
وی همچنین در تیم ملی فوتبال جمهوری آذربایجان بازی کرده‌است.